# Tập đoàn quân số 1 (Đế quốc Đức)
Tập đoàn quân số 1 (Tiếng Đức: 1. Armee / Armeeoberkommando 1 / A.O.K 1) là một đơn vị cấp Tập đoàn quân của Đức trong Thế chiến thứ nhất. Quân đội bị giải thể vào ngày 17 tháng 9 năm 1915, nhưng được cải tổ vào ngày 19 tháng 7 năm 1916 trong Trận Somme. Cuối cùng, nó đã bị giải thể vào năm 1919.

Các đường tiến công dự tính của Quân đội theo Kế hoạch Schlieffen năm 1914

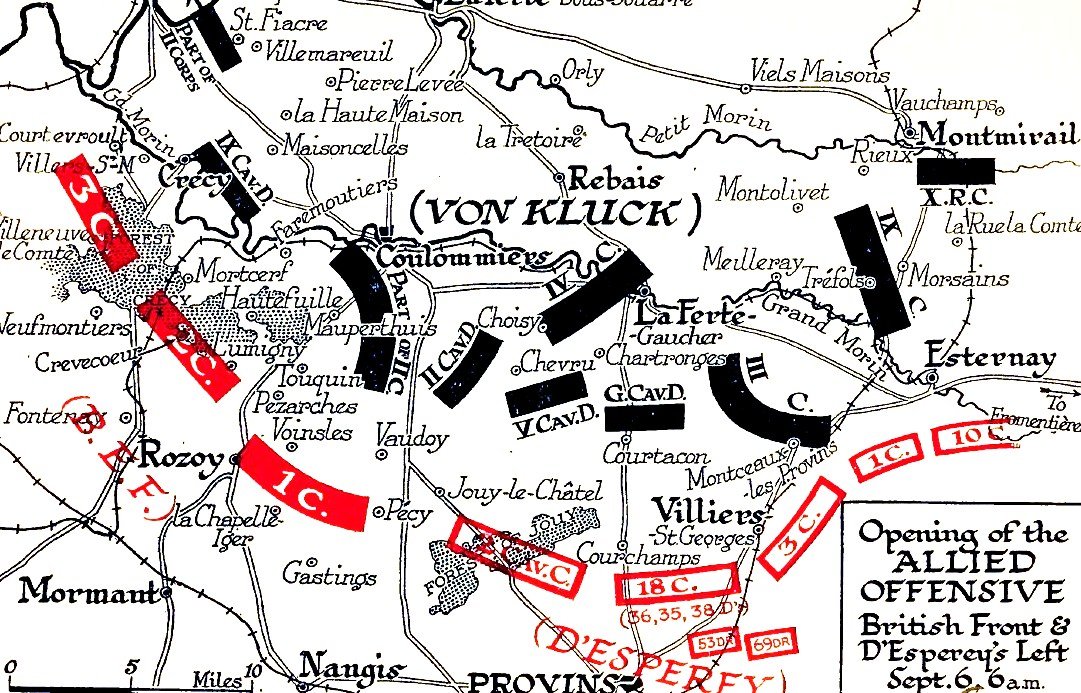
Tập đoàn quân số 1 trong Trận sông Marne lần thứ nhất ngày 6 tháng 9 năm 1914

## Đội hình đầu tiên
Khi cuộc tổng động viên diễn ra tại Đức vào ngày 2 tháng 8 năm 1914, tám tập đoàn quân được Đường tiến công dự định của Tập đoàn quân số 1 đến 5 theo Kế hoạch Schlieffen năm 1914 thành lập từ tám thanh tra quân đội hiện có. Tập đoàn quân 1, tập hợp tại khu vực Aachen, hình thành từ Thanh tra Quân đội VIII. Alexander von Kluck trở thành Tổng tư lệnh Bộ Tư lệnh Tập đoàn quân số 1 Hermann von Kuhl trở thành tham mưu trưởng. Vào tháng 8 năm 1914, Tập đoàn quân số 1 bao gồm các đơn vị sau:
| - Quân đoàn II - Quân đoàn III - Quân đoàn VI | - Quân đoàn IX - Quân đoàn dự bị số III - Quân đoàn dự bị số IV |

Bộ Tư lệnh Tập đoàn quân số 1 được thành lập tại Stettin trong cuộc tổng động viên và sau đó chuyển đến biên giới phía tây, thành lập cánh quân cánh bắc của quân đội phía tây Đức và theo kế hoạch Schlieffen, sẽ hợp lực với các tập đoàn quân số 2, 3, 4 và 5 trong một cuộc tấn công toàn diện chống lại phần lớn quân Pháp và Bỉ. Ngày 18 tháng 8 năm 1914, trong cuộc tổng tiến công của quân Đức, quân đội bắt đầu cuộc tấn công qua Bỉ. Đến ngày 20 tháng 8, nó đẩy lui quân Bỉ vào pháo đài Antwerp và chiếm Brussels. Vào ngày 21 tháng 8, Quân đoàn dự bị số III dưới quyền của Tướng Max von Boehn đến vòng vây ở Bỉ.
Những ngày sau đó, Tập đoàn quân số 1 chạm trán với những đơn vị đầu tiên của Lực lượng viễn chinh Anh. Họ đã phải chịu một thất bại trong trận Mons và Le Cateau. Trong trận Marne sau đó, Tập đoàn quân số 1 đã đẩy lùi các cuộc tấn công của Tập đoàn quân số 6 của Pháp ở phía đông Paris. Tuy nhiên, điều này đã tạo ra một khoảng cách khoảng 40 km đối với Tập đoàn quân số 2 của Đức vốn đã bị quân Anh khai thác. Vì vậy, ngày 9 tháng 9, Tập đoàn quân số 1 bắt đầu cuộc rút lui. Sau khi kết thúc "Cuộc đua ra biển", các đơn vị quân đội đã ở trên sông Somme, nơi họ mắc kẹt trong chiến tranh chiến hào. Trụ sở chính đặt tại Folembray từ ngày 30 tháng 9 năm 1914 .
Vào ngày 27 tháng 3 năm 1915, Tướng von Kluck bị thương nặng ở chân bởi mảnh đạn trong một cuộc kiểm tra mặt trận. Tổng tư lệnh mới trở thành Tướng Max von Fabeck, người ban đầu được cho là sẽ tiếp quản Tập đoàn quân số 11 mới được thành lập. Cuối cùng, vào ngày 17 tháng 9 năm 1915, quân đội Đức được tái cơ cấu. Tập đoàn quân số 1 rời khỏi Mặt trận phía Tây và chuyển đến Mặt trận phía Đông, nơi nó được trao quyền chỉ huy các đơn vị của Cụm tập đoàn quân Gallwitz với tên gọi mới là Tập đoàn quân số 12. Các đội quân trước đây trực thuộc vào Mặt trận phía Tây được chia cho hai đội quân lân cận và quân đội bị giải tán vào ngày 17 tháng 9 năm 1915. Do đó, không còn Tập đoàn quân số 1 trong quân đội Đức.

## Đội hình thứ hai
Tập đoàn quân số 2 phải gánh chịu gánh nặng của cuộc tấn công của quân Đồng minh trong Trận chiến Somme. Nó đã phát triển đến mức quyết định chia nó ra. Tập đoàn quân số 1 được cải tổ vào ngày 19 tháng 7 năm 1916 từ cánh phải (phía bắc) của Tập đoàn quân số 2. Tư lệnh cũ của Tập đoàn quân số 2, Tướng Fritz von Below nắm quyền chỉ huy Tập đoàn quân số 1 và Tập đoàn quân số 2 đã có một tư lệnh mới là Tướng Max von Gallwitz. Von Gallwitz cũng được bổ nhiệm làm chỉ huy của Heeresgruppe Gallwitz – Somme để điều phối các hành động của cả hai đạo quân trên Somme.
Vào cuối chiến tranh, nó đã phục vụ như một phần của Cụm tập đoàn quân Thái tử Đức.
Vào ngày 1 tháng 7 năm 1916, quân đội Anh bắt đầu cuộc tấn công được chuẩn bị từ lâu chống lại Tập đoàn quân số 2 của Đức (→ Trận Somme ) do tướng Fritz von Below chỉ huy. Sau một số thành công của quân Anh, Bộ Tư lệnh quyết định tái cấu trúc phần này của trận chiến. Vào ngày 19 tháng 7 năm 1916, nó chia cắt quân đội Đức trong khu vực liên quan. Tất cả các lực lượng ở phía bắc Somme được gộp lại thành Tập đoàn quân số 1 mới và vẫn trực thuộc Bộ Tư lệnh Tập đoàn quân số 2 trước đó. Điều này vẫn do Tướng Von Below chỉ huy, nhưng bây giờ được đổi tên thành Bộ Tư lệnh Tập đoàn quân số 1, tham mưu trưởng là Đại tá Fritz von Lossberg. Quân Đức ở phía nam Somme đặt dưới sự chỉ huy của một tư lệnh quân đội mới dưới quyền Tướng Max von Gallwitz và tham mưu trưởng của ông, Đại tá Bernhard Bronsart von Schellendorff với tư cách là Tập đoàn quân số 2.
Trong cuộc rút lui Alberich, Tập đoàn quân số 1 đã giải phóng thị trấn Bapaume và gộp tất cả các khu vực phía bắc Somme cho vùng ngoại ô phía nam của Arras. Vào cuối tháng 3 năm 1917, quân đội có một thời gian ngắn đóng quân ở phía tây Cambrai, nhưng đã bàn giao khu vực của mình cho Tập đoàn quân số 2 vào đầu tháng 4. Trụ sở của Tập đoàn quân 1 được đặt trong một thời gian ngắn ở Bourlon và Solesmes, sau khi được chuyển đến Mặt trận Aisne nó được chuyển vào ngày 12 tháng 4 năm 1917 đến Rethel .
Tập đoàn quân số 1 bị kẹp giữa Tập đoàn quân số 7 và 3 trên mặt trận Aisne vào ngày 16 tháng 4 và nằm dưới quyền chỉ huy của Cụm tập đoàn quân Thái tử Đức. Kể từ thời điểm đó, trong trận sông Aisne lần thứ hai, quân đội có bốn quân đoàn để chống lại các cuộc tấn công ồ ạt của quân Pháp ở ngoại ô phía bắc Reims:
- Quân đoàn Aisne (Quân đoàn vệ binh)
- Quân đoàn Brimont (Quân đoàn dự bị số X)
- Quân đoàn Reims (Quân đoàn dự bị số VII)
- Quân đoàn Prosnes (Quân đoàn III)[4]

Tướng Below đã thực hiện các cuộc tấn công hỗ trợ phía bắc Reims vào cuối tháng 5 năm 1918 trong cuộc tổng tấn công Mùa xuân 1918. Ông đã nắm quyền chỉ huy quân đội gần hai năm trước khi bị thay thế vào tháng 6 năm 1918 bởi Tướng Bruno von Mudra. Trong những tháng cuối cùng của cuộc chiến, tướng Otto von Below và Magnus von Eberhardt chỉ huy đội quân đang rút lui liên tục. Ngày 8 tháng 10 năm 1918, quân đội phải từ bỏ đại bản doanh ở Rethel, sau khi chiến tranh kết thúc Tập đoàn quân số 1 vẫn ở Neuwied để lo việc rút lui.

## Văn học
- Hermann Cron: Lịch sử Quân đội Đức trong Thế chiến 1914-1918. Siegismund, Berlin 1937 (Lịch sử Quân đội Hoàng gia Phổ và Tập đoàn quân số 5 Đế qưốc Đức).